# Vladimír Hornof (voják)
Škpt. Vladimír Hornof (28. května 1914 Karlín – 20. listopadu 1944 Belfort) byl důstojník československé zahraniční armády a armády Svobodné Francie v období druhé světové války.

## Život

### Před druhou světovou válkou
Vladimír Hornof se narodil 28. května 1914 tehdy ještě v samostatném městě Karlíně. V něm vystudoval i reálné gymnázium, kde maturoval v roce 1934. V červenci téhož roku nastoupil prezenční službu v Československé armádě, v rámci které absolvoval školu důstojníků v záloze jezdectva v Pardubicích. Po jejím skončení u armády zůstal a studoval na Vojenské akademii v Hranicích. Studium zde ukončil 29. srpna 1937. Až do rozpadu Československa a rozpuštění armády sloužil jako velitel kulometné roty v Terezíně. Dosáhl hodnosti poručíka.

### Druhá světová válka

#### Československá armáda v zahraničí
Po německé okupaci v březnu 1939 se Vladimír Hornof rozhodl pro emigraci a koncem června téhož roku překročil hranice Protektorátu Čechy a Morava do Polska, kde podepsal závazek ke službě ve Francouzské cizinecké legii a v červenci odplul do Francie. Do září sloužil v Severní Africe, následně byl propuštěn, aby se mohl zařadit k formujícímu se československému zahraničnímu vojsku v Agde. Do 8. ledna 1940 opět velel rotě, poté vykonával funkci zpravodajského důstojníka ve Smíšeném předzvědném oddílu, posléze velitele kulometné čety. Po pádu Francie v roce 1940 byl evakuován do Velké Británie. Zde vystřídal několik posádek v pozici autodůstojníka a absolvoval kurz velitelů rot a parakurz. Dosáhl hodnosti nadporučíka.

#### Armáda Svobodné Francie
Vladimír Hornof se dvakrát hlásil do armády Svobodné Francie, která postrádala důstojníky, naopak Československá armáda jich měla nadbytek. Prezident Edvard Beneš podepsal jeho přestup 15. dubna 1943. Mezi květnem 1943 a dubnem 1944 velel motocyklové četě v Kamerunu, poté byl přidělen k výsadkové jednotce v Maroku. Začátkem října 1944 se vylodil u Toulonu a zúčastnil se bojů v jihovýchodní Francii, za které byl navržen na povýšení na kapitána. Dne 20. listopadu 1944 padl během bojů o Burgundskou bránu v Belfortu. Jeho ostatky nechala po skončení druhé světové války rodina převézt na vojenský hřbitov na Olšanech.

## Ocenění

### Vyznamenání
- 1945 Československý válečný kříž 1939
- 1945 Řád čestné legie, hodnost rytíře
- 1945 Croix de guerre

### Posmrtná ocenění
- Vladimír Hornof byl v roce 1947 in memoriam povýšen do hodnosti štábního kapitána pěchoty